# پاگت ساوند
منطقه پاگت ساوند منطقه‌ای ساحلی شمال غربی اقیانوس آرام در ایالت واشینگتن می‌باشد. منطقه پاگت ساوند حدود ۵۰ تا ۱۰ میلیون سال پیش تشکیل شد.

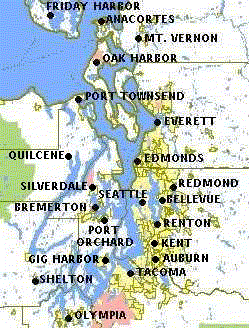
پاگت ساوند